# كونراد هوفمان
كونراد هوفمان (بالإنجليزية: Conrad Hoffmann)‏ هو لاعب اتحاد الرغبي جنوب أفريقي، ولد في 9 نوفمبر 1987 في ورسستر في المملكة المتحدة.

## وصلات خارجية
- كونراد هوفمان على موقع ItsRugby.co.uk (الإنجليزية)